# Degradacja siedliska rolniczego
Degradacja siedliska rolniczego – proces, podczas którego naturalny potencjał wytwórczy rolniczego ekosystemu obniża się na skutek zachwiania w nim równowagi chemicznej, fizycznej lub biologicznej; wyraża się spadkiem plonowania z jednoczesnym pogorszeniem jakości uprawianych roślin.

## Chemiczna degradacja siedliska rolniczego
Degradacja chemiczna siedliska rolniczego jest nierozłącznie związana z ogólnym zanieczyszczeniem środowiska przyrodniczego przez przemysł, motoryzację, urbanizację czy turystykę, a w dużej mierze także przez samo rolnictwo – np. przy nieprawidłowej gospodarce nawozami mineralnymi, zwłaszcza zaś szybko działającymi nawozami azotowymi i fosforowymi (przenawożenie przy niewłaściwych proporcjach składników nawozów mineralnych), również nawozami organicznymi jak gnojowica oraz przy stosowaniu chemicznych środków ochrony roślin, pestycydów, głównie zaś zoocydów.

## Fizyczna degradacja siedliska rolniczego
Degradacja gleby siedlisk rolniczych jest również skutkiem niszczenia fizycznych właściwości gleby, co ma miejsce np. podczas jej ugniatania ciężkim sprzętem rolniczym, spowodowana jest pogorszeniem się funkcjonowania melioracji wodnych, efektem czego zaś jest zazwyczaj przesuszenie pól, rzadziej ich zabagnienie.
Szczególnie groźne w postępującej degradacji są procesy erozyjne, zwłaszcza zaś erozja wodna przez którą najżyźniejsze masy gleby szybciej przemieszczają się ze zboczy ku podnóżom, w dodatku często wspomagana jeszcze przez nieodpowiednio wykonywane zabiegi uprawowe wzdłuż spadku terenu, zamiast w poprzek. Erozja wietrzna natomiast powoduje przemieszczanie się lotnych piasków, pogarszających naturalną żyzność terenów użytkowanych rolniczo.

## Biologiczna degradacja siedliska rolniczego
Z biologicznym aspektem degradacji siedlisk rolniczych mamy do czynienia najczęściej w ekosystemach, w których struktura użytkowania ziemi jest niewłaściwa, lokalizacja zalesień czy pasów drzew, krzewów, trwałych użytków zielonych czy gruntów ornych jest wadliwa i niezgodna z warunkami fizjograficznymi.
Główną przyczyną jednak zachwiania równowagi biologicznej w agrocenozie jest nieprzestrzeganie zasad racjonalnego zmianowania roślin i płodozmianu, nadmierne jego upraszczanie, prowadzące prawie zawsze do zmęczenia gleby.
Ponadto kultura rolna może ulec pogorszeniu w wyniku zaniechania przez okres wielu lat uprawy gruntów ornych, wiąże się to m.in. z zachwaszczeniem sąsiadujących terenów rolniczych i biologiczną ich degradacją.